# Roman Davydov
Roman Davydov (russisk: Рома́н Влади́мирович Давы́дов) (født 9. april 1913 i Moskva i Russiske Kejserrige, død 17. september 1988 i Moskva i Sovjetunionen) var en sovjetisk filminstruktør.

## Filmografi
- Maugli (Маугли, 1973)[1][2]